# Mactromeris catilliformis
Mactromeris catilliformis is een tweekleppigensoort uit de familie van de Mactridae. De wetenschappelijke naam van de soort is voor het eerst geldig gepubliceerd in 1867 door Conrad.